# Jordi Gual Solé
Jordi Gual Solé (Lérida, 1957) es un economista y banquero español. Fue Presidente de CaixaBank de 2016 a 2021.

## Biografía
Doctor en Economía por la Universidad de California en Berkeley, Gual es catedrático de Economía del IESE Business School de la Universidad de Navarra y Research Fellow del Center for Economic Policy Research de Londres.

## Trayectoria
Entre 1994 y 1996 ocupó la Dirección general de Asuntos Económicos y Financieros de la Comisión Económica Europea en la UE. En 2005 se incorporó al Grupo La Caixa y ha sido también director ejecutivo de planificación estratégica y estudios de CaixaBank y director general de planificación y desarrollo estratégico de Criteria Caixa. En 2016 había tutelado los tres últimos planes estratégicos de CaixaBank.
El 29 de junio de 2016, Caixabank remitió un hecho relevante a la Comisión Nacional del Mercado de Valores (CNMV) en el que informaba de la renuncia como presidente de Isidro Fainé, que se llevaría a efecto la mañana del 30 de junio, durante la celebración del Consejo de Administración de la entidad.

## Publicaciones
- El reto social de crear empleo: combatiendo el paro en Europa, coord. por Jordi Gual Solé, Barcelona: Ariel, 1996. ISBN 84-344-1422-8
- La competencia en el sector bancario español, Bilbao: Fundación BBV, D.L. 1992. ISBN 84-604-3730-2
- Ensayos sobre el sector bancario español, Jordi Gual Solé, Xavier Vives, Madrid: Fundación de Estudios de Economía Aplicada, D.L. 1992. ISBN 84-86608-09-0
- Concentración empresarial y competitividad: España en la CEE, coord. por Jordi Gual Solé, Xavier Vives, Barcelona: Ariel, 1990. ISBN 84-344-2037-6
- Competencia en el mercado europeo del automóvil, Madrid: Centro de Publicaciones, Ministerio de Industria y Energía, D.L. 1989. ISBN 84-7474-503-9